# Alain Gévaudan
Alain Gévaudan (1 de junio de 1961) es un botánico y biogeógrafo francés.

## Eponimia
Especies
- (Orchidaceae) Epipactis × gevaudanii P.Delforge[1]